# UCI America Tour de 2020
O UCI America Tour de 2020 será a décima sexta edição do calendário ciclístico internacional Americano. Inicia-se a 16 de dezembro de 2019 na Costa Rica, com a Volta à Costa Rica e finalizará a 10 de outubro de 2020 com a Volta ao Equador no Equador. Em princípio, disputar-se-iam 13 concorrências, outorgando pontos aos primeiros classificados das etapas e à classificação final, ainda que o calendário pode sofrer modificações ao longo da temporada com a inclusão de novas carreiras ou exclusão de outras.

## Equipas
As equipas que podem participar nas diferentes carreiras depende da categoria das mesmas. As equipas UCI World Team e UCI Pro Team, têm cota limitada para competir de acordo ao ano correspondente estabelecido pela UCI, as equipas Equipas UCI Continentais e selecções nacionais não têm restrições de participação:
| Categoria                        | Categoria                        | Equipas                                                                             |
| -------------------------------- | -------------------------------- | ----------------------------------------------------------------------------------- |
| align="center" \|.1              | 1.1 (Carreira de um dia)         | * UCI World Team (max 50%) * UCI Pro Team * Continentais * Selecções nacionais      |
| align="center" \|.1              | 2.1 (Carreira de vários dias)    | * UCI World Team (max 50%) * UCI Pro Team * Continentais * Selecções nacionais      |
| align="center" \|.2              | 1.2 (Carreira de um dia)         | * UCI Pro Team * Continentais * Selecções nacionais * Selecções regionais * Amadors |
| align="center" \|.2              | 2.2 (Carreira de vários dias)    | * UCI Pro Team * Continentais * Selecções nacionais * Selecções regionais * Amadors |
| align="center" \| .Ncup (sub-23) | 1.ncup (Carreira de um dia)      | * Selecções nacionais * Selecções mistas                                            |
| align="center" \| .Ncup (sub-23) | 2.ncup (Carreira de vários dias) | * Selecções nacionais * Selecções mistas                                            |

## Calendário
As seguintes são as carreiras que compõem o calendário UCI America Tour para a temporada 2020 aprovado pela UCI.
| 2020 UCI America Tour | 2020 UCI America Tour | 2020 UCI America Tour        | 2020 UCI America Tour | 2020 UCI America Tour |
| Data                  | País                  | Corrida                      | Vencedor              |                       |
| --------------------- | --------------------- | ---------------------------- | --------------------- | --------------------- |
| 23 out. – 1 nov.      | Guatemala             | Volta à Guatemala            | Manuel Rodas          |                       |
| 16 – 25 dez.          | Costa Rica            | Volta à Costa Rica           | Daniel Bonilla        |                       |
| 12 – 19 jan.          | Venezuela             | Volta ao Táchira             | Rionel Campos         |                       |
| 11 – 16 fev.          | Colômbia              | Tour Colombia                | Sergio Higuita        |                       |
| 15 mar.               | Chile                 | Gran Premio de la Patagonia  | José Tito Hernández   |                       |
| 17 – 21 jun.          | Canadá                | Tour de Beauce               | cancelado             |                       |
| 10 jul.               | Estados Unidos        | Chrono Kristin Armstrong     | cancelado             |                       |
| 12 jul.               | Estados Unidos        | White Spot / Delta Road Race | cancelado             |                       |
| 23 out. – 1 nov.      | Guatemala             | Volta à Guatemala            | Mardoqueo Vásquez     |                       |

## Classificações parciais
- Nota:  As classificações parciais até momento são:[5]

### Individual
| Posição | Corredor | Equipa | Pontos |
| ------- | -------- | ------ | ------ |
| 1.º     |          |        |        |
| 2.º     |          |        |        |
| 3.º     |          |        |        |
| 4.º     |          |        |        |
| 5.º     |          |        |        |
| 6.º     |          |        |        |
| 7.º     |          |        |        |
| 8.º     |          |        |        |
| 9.º     |          |        |        |
| 10.º    |          |        |        |

| Posições 11º ao 20º | Posições 11º ao 20º | Posições 11º ao 20º | Posições 11º ao 20º |
| ------------------- | ------------------- | ------------------- | ------------------- |
| 11.º                |                     |                     |                     |
| 12.º                |                     |                     |                     |
| 13.º                |                     |                     |                     |
| 14.º                |                     |                     |                     |
| 15.º                |                     |                     |                     |
| 16.º                |                     |                     |                     |
| 17.º                |                     |                     |                     |
| 18.º                |                     |                     |                     |
| 19.º                |                     |                     |                     |
| 20.º                |                     |                     |                     |

### Equipas
| Posição | Equipa | Pontos |
| ------- | ------ | ------ |
| 1.º     |        |        |
| 2.º     |        |        |
| 3.º     |        |        |
| 4.º     |        |        |
| 5.º     |        |        |

### Países
| Posição | País | Pontos |
| ------- | ---- | ------ |
| 1.º     |      |        |
| 2.°     |      |        |
| 3.º     |      |        |
| 4.º     |      |        |
| 5.º     |      |        |

### Países sub-23
| Posição | Corredor | Equipa | Pontos |
| ------- | -------- | ------ | ------ |
| 1.º     |          |        |        |
| 2.º     |          |        |        |
| 3.º     |          |        |        |
| 4.º     |          |        |        |
| 5.º     |          |        |        |

## Evolução das classificações
| Data          | Classificação individual | Classificação por equipas | Classificação por países | Classificação por países sub-23 |
| ------------- | ------------------------ | ------------------------- | ------------------------ | ------------------------------- |
| 31 de janeiro |                          |                           |                          |                                 |